# 40 Jahre Playmobil – Eine Abenteuerreise durch die Zeit

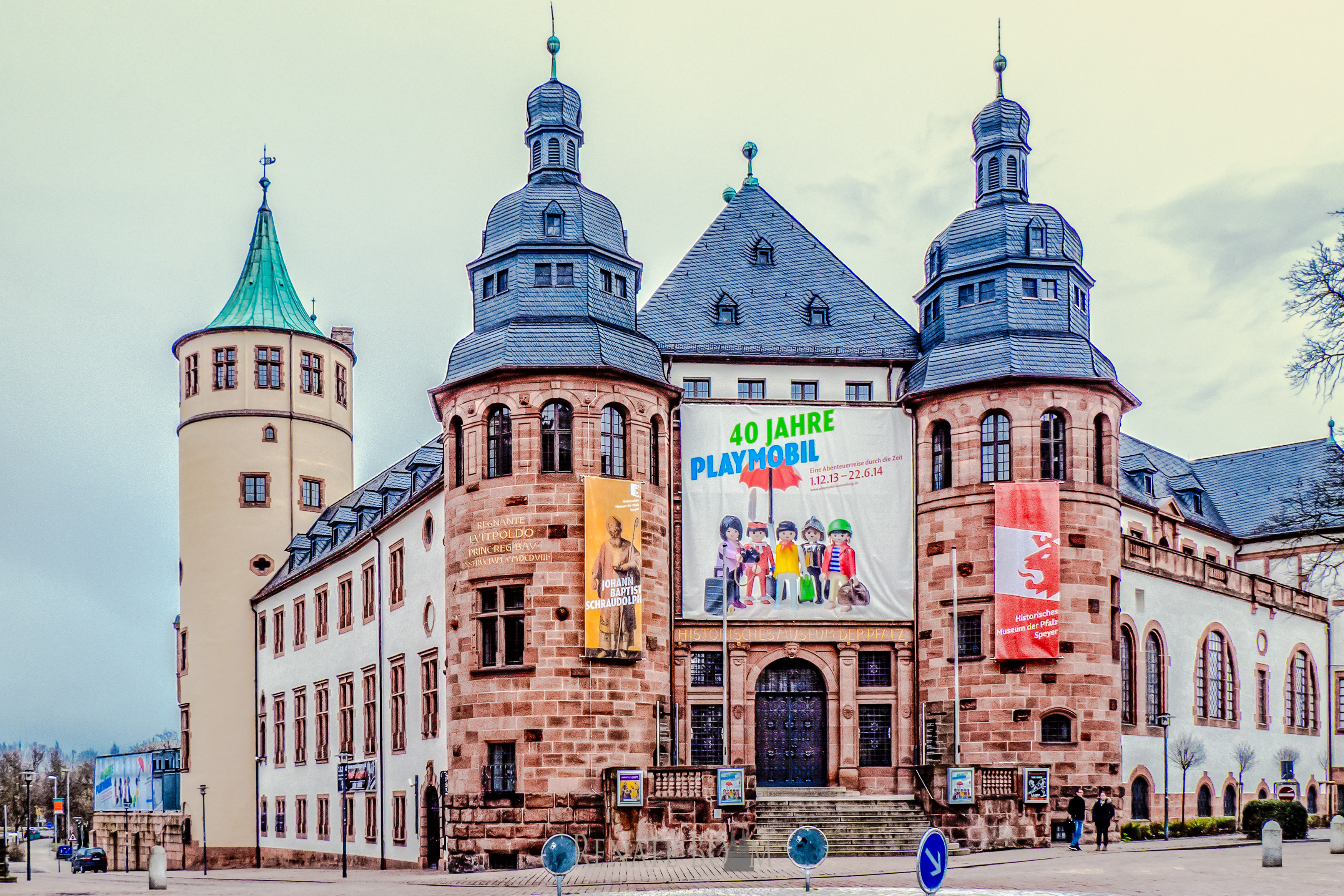
Der Eingang des Historischen Museums der Pfalz in Speyer mit dem Banner der Ausstellung

40 Jahre Playmobil – Eine Abenteuerreise durch die Zeit ist eine Wanderausstellung des Historischen Museums der Pfalz in Speyer, wo sie vom 1. Dezember 2013 bis zum 2. November 2014 gezeigt wurde. Weitere Stationen waren in den Jahren 2015 bis 2017 in Koblenz, Braunschweig und Hamm sowie Venlo (Niederlande).

## Anlass
Nachdem die Wanderausstellung 30 Jahre Playmobil – Entdecke die Welt von 2003 bis 2007 einen großen Besuchererfolg verzeichnen konnte, wurde von der Brandstätter-Gruppe und dem Historischen Museum der Pfalz Speyer die Ausstellung 40 Jahre Playmobil – Eine Abenteuerreise durch die Zeit geplant.
Die Ausstellung wurde schon am 30. November 2013 der Presse vorgestellt und ab dem 1. Dezember 2013 für Besucher geöffnet. Ursprünglich sollte die Ausstellung am 22. Juni 2014 enden, wurde dann aber aufgrund der hohen Nachfrage zunächst bis zum 20. Juli 2014 und anschließend bis zum 2. November 2014 verlängert. Von März 2015 bis August 2017 war die Ausstellung auf Wanderschaft.

## Beschreibung

### Besucherzahlen
Insgesamt wurden 650.000 Besucher der Ausstellung gezählt.

### Ausstellungsstücke
In der rund 2000 m² großen Jubiläumsausstellung waren rund 8250 Playmobil-Exponate zu sehen.
Unterstützt wurde diese Ausstellung von zehn Sammlern und sieben Künstlern aus aller Welt, die für ihre Installationen auch Einzelteile gebastelt (customiziert) hatten, da es von Playmobil keine passenden Zubehörteile gab. Außerdem gab es drei lebensgroße und begehbare Mitmachexponate: ein Containerfrachtschiff mit Hafenkran, eine römische Galeere und eine begehbare Abenteuerhöhle.

## Weitere Stationen der Ausstellung
Wie bei der Ausstellung 30 Jahre Playmobil – Entdecke die Welt kamen nach dem großen Besuchererfolg in Speyer auch von anderen Orten Nachfragen zur Ausstellung; sie tourte einige Jahre durch Deutschland und die Niederlande.
- Landesmuseum Festung Ehrenbreitstein Koblenz (29. März bis 25. Oktober 2015):[10]
Die Festung Ehrenbreitstein war die zweite Station der Ausstellung, die dort eine Größe von rund 1000 m² hatte. Für die Ausstellung und zum Andenken an 200 Jahre Preußen am Rhein wurde die Playmobilfigur eines preußischen Soldaten von Playmobil im Auftrag der Generaldirektion Kulturelles Erbe Rheinland-Pfalz (GDKE) hergestellt. Weiterer Leihgeber der Ausstellung war die Landesarchäologie Rheinland-Pfalz.
- Braunschweigisches Landesmuseum Vieweg-Haus/Staatliches Naturhistorisches Museum Braunschweig (21. November 2015 bis 21. Februar 2016:[11])[12]
Die dritte Station der Ausstellung wurde gemeinsam mit dem Braunschweiger Stadtmarketing, der Landessparkasse Braunschweig sowie der Stadt Braunschweig durchgeführt. Die Ausstellung war rund 1000 m² groß und wurde von acht Sammlern unterstützt. Die Figurenzahl wird auf rund 11.000 geschätzt.[13] Bereits am 14. November zogen Playmobil-Großfiguren als „Sonderdelegation“ durch die Stadt und verschiedene Institutionen.[11] Weitere Leihgeber der Ausstellung waren das Deutsche Zentrum für Luft- und Raumfahrt Braunschweig, Eintracht Braunschweig und Mast-Jägermeister.[14] In der Ausstellung wurde ein Nachbau des mittelalterlichen Braunschweiger Burgplatzes gezeigt.[15] Zeitgleich mit Beginn der Ausstellung und dem 820. Todesjahr von Heinrich dem Löwen wurde eine Playmobilfigur von ihm produziert.[16]
- Maximilianpark in Hamm (18. oder 19. März bis 25. September 2016):[17][18] Verschiedene Spielwelten und von Sammlern sowie Künstlern geschaffene „Schaulandschaften“ wurde in der Elektrozentrale präsentiert.[17] Die Ausstellung war rund 1800 m² groß.[18]
- Limburgsmuseum Venlo (letzte Station, 15. Oktober 2016 bis 27. August 2017)[19]